# Jan Franczyk
Jan Leszek Franczyk (ur. 24 czerwca 1956 w Krakowie) – polski psycholog, dziennikarz, działacz opozycyjny w PRL i samorządowiec, redaktor naczelny „Głosu – Tygodnika Nowohuckiego”.

## Życiorys
W 1983 ukończył studia z psychologii na Wydziale Filozoficzno-Historycznym Uniwersytetu Jagiellońskiego. W 2004 na Papieskiej Akademii Teologicznej uzyskał stopień doktora nauk humanistycznych na podstawie pracy pt. Kościół katolicki w Nowej Hucie w latach 1949–1989, napisanej pod kierunkiem Ryszarda Terleckiego.
W 1977 zaangażował się w działalność opozycyjną, był członkiem SKS oraz współzałożycielem Chrześcijańskiej Wspólnoty Ludzi Pracy. Współtworzył Wydawnictwo Krzyża Nowohuckiego oraz czasopismo „Krzyż Nowohucki”, którego został redaktorem. W okresie 1979–1983 zajmował się kolportażem wydawnictw niezależnych i podziemnych. W latach 1980–1981 należał do NSZZ „Solidarność”, następnie był internowany (1981–1982). W latach 80. pracował jako psycholog w Ośrodku Opiekuna Społecznego oraz wykładowca Chrześcijańskiego Uniwersytetu Robotniczego w Mistrzejowicach. W latach 1985–1992 był zatrudniony w Zakładzie Psychologii WSP w Krakowie.
W 1990 podjął pracę w „Czasie Krakowskim” jako kierownik działu religijnego (do 1992), jednocześnie pełnił funkcję redaktora naczelnego „Głosu – Tygodnika Nowohuckiego”. W latach 1992–1993 był pełnomocnikiem likwidatora ośrodka TVP Krakowie.
W III Rzeczypospolitej związany z samorządem terytorialnym, od 1994 do 2010 zasiadał w radzie miejskiej Krakowa (wybierany z ramienia centroprawicowej koalicji Twoje Miasto jako przedstawiciel PChD, następnie z listy AWS oraz Prawa i Sprawiedliwości). W 2010 nie uzyskał reelekcji na kolejną kadencję. Powrócił do rady miejskiej w 2014 z ramienia PiS. Był członkiem Partii Republikańskiej (przewodniczący w 1991), PChD oraz Stronnictwa Konserwatywno-Ludowego.
Podjął pracę jako wykładowca w Wyższej Szkole Filozoficzno-Pedagogicznej „Ignatianum” oraz Uniwersytetu Pedagogicznego im. Komisji Edukacji Narodowej w Krakowie. Jest autorem publikacji: Przykazania (Kraków 1981), Na fundamencie krzyża: Kościół katolicki w Nowej Hucie w latach 1949–1989 (Kraków 2004), Encyklopedia Nowej Huty (wraz z Ryszardem Dzieszyńskim, Kraków 2006), Brama śmierci: pytania o sprawy ostateczne (Kraków 2007). Należy do Polskiego Towarzystwa Psychologicznego.
Członek wspólnoty „Fraternitas Jesu” oraz Społecznego Komitetu Odnowy Zabytków Krakowa (SKOZK).

## Odznaczenia i wyróżnienia
Laureat nagrody Polcul Foundation za działania na rzecz współpracy polsko-litewskiej (1991), wyróżniony odznaką Zasłużony Działacz Kultury (2001). W 2011 prezydent Bronisław Komorowski odznaczył go Krzyżem Kawalerskim Orderu Odrodzenia Polski. W tym samym roku wyróżniony został Medalem „Niezłomnym w słowie”. Otrzymał także Medal Komisji Edukacji Narodowej (2012) oraz Krzyż Wolności i Solidarności (2015). W 2021 uhonorowany Medalem Stulecia Odzyskanej Niepodległości nadanym mu przez prezydenta Andrzeja Dudę.